# Pacto de Georgenberg

Terras austríacas por volta de 1250: Áustria propriamente dita (em vermelho) e Estíria (hachurado), aquisições posteriores dos Habsburgos destacadas

O Pacto de Georgenberg (também chamado de Pacto de Georgenberg, em alemão: Georgenberger Handfeste) foi um tratado assinado entre o Duque Leopoldo V da Áustria e o Duque Ottokar IV da Estíria em 17 de agosto de 1186 no Castelo de Enns, na montanha Georgenberg.
O tratado consistia em duas partes. A primeira parte era um acordo segundo o qual o sem filhos e mortalmente doente Ottokar IV, o primeiro e último duque da Estíria da dinastia Otakar que havia contraído lepra durante a Terceira Cruzada, passaria seu ducado para o duque austríaco Leopoldo V e para seu filho Frederico da dinastia Babenberg da Francônia, sob a estipulação de que a Áustria e a Estíria permaneceriam unidas para sempre. A segunda parte consiste em um delineamento dos direitos das propriedades e cidadãos da Estíria. Foi chamado incorretamente por historiadores de língua inglesa de "Magna Carta da Estíria", pois procurava manter os direitos da Estíria ministeriales em antecipação à aquisição da Babenberg.
O território da Estíria na época ia muito além do moderno estado austríaco da Estíria, e incluía terras não apenas na moderna Eslovênia (Baixa Estíria), mas também na Alta Áustria, mais precisamente a região de Traungau ao redor das cidades de Wels e Steyr, como bem como os atuais distritos de Wiener Neustadt e Neunkirchen na Baixa Áustria.
O processo de sucessão ocorreu após a morte de Ottokar em 1192. Desde então, a Estíria permaneceu ligada à Áustria. O tratado foi reconhecido pelo imperador Frederico II em 1237. Ele continuou sob o governo da dinastia dos Habsburgos depois que a linhagem dos duques de Babenberg foi extinta em 1246; apesar de vários interlúdios quando as terras da Estíria foram governadas por ramos de cadetes da Áustria Interior. O Pacto de Georgenberg foi, assim, o primeiro passo para a criação de um complexo de "terras hereditárias" da monarquia dos Habsburgos.
O Pacto fez parte integrante da constituição austríaca até as Revoluções de 1848. O documento original é mantido no Arquivo do Estado da Estíria em Graz.